# William Douglas (1783-1859)
Pour les articles homonymes, voir William Douglas.
William Robert Keith Douglas (6 mars 1783 - 5 décembre 1859) est un homme politique britannique et propriétaire foncier.

## Biographie
Il est le quatrième fils de William Douglas (4e baronnet) et frère cadet de Charles Douglas (6e marquis de Queensberry) et John Douglas (7e marquis de Queensberry). Il représente la circonscription de Dumfries Burghs entre 1812 et 1832 et est, à plusieurs reprises, l'un des lord-commissaires de l'amirauté. Il possède à Tobago des domaines de plantations sucrières qui appartenaient auparavant à Walter Irvine, dont il épouse la fille Elizabeth le 24 novembre 1824. Ils ont trois fils, le second, Walter, continue les Douglases de Grangemuir et trois filles : Catherine Grace Douglas (née le 24/02/1828-décés le 15/08/1898), Elisabeth Christian Douglas (née le 17/08/1830- Décés le 06/12/1914) Mary louisa Douglas ( née le 03/01/1834-décés le 19/04/1918).
En mai 1837, quelque temps après que le frère aîné de William Douglas ait succédé au marquis de Queensberry, il obtient un brevet de priorité qui lui donne le rang de fils cadet de marquis (Lord William Douglas) .
Lord William est enterré à Dunino, Fife, un village proche de son siège familial à Grangemuir, près de Pittenweem.